# Yixiang Zhen
Yixiang Zhen (kinesiska: 倚象, 倚象镇) är en köping i Kina. Den ligger i provinsen Yunnan, i den sydvästra delen av landet, omkring 310 kilometer sydväst om provinshuvudstaden Kunming. Antalet invånare är 40 316. Befolkningen består av 19 021 kvinnor och 21 295 män. Barn under 15 år utgör 22,0 %, vuxna 15-64 år 71 %, och äldre över 65 år 6,0 %.
Genomsnittlig årsnederbörd är 2 007 millimeter. Den regnigaste månaden är juli, med i genomsnitt 515 mm nederbörd, och den torraste är februari, med 23 mm nederbörd.